# La memoria de mi padre (película)
La memoria de mi padre es una película chilena dirigida y escrita por Rodrigo Bacigalupe Lazzo, estrenada mundialmente el 24 de marzo de 2017 en el Festival de Cine de Málaga. En Chile, fue estrenada el 23 de agosto de 2017 en Santiago Festival Internacional de Cine (Sanfic).

## Argumento
Al morir su madre, Alfonso (Jaime McManus) se ve obligado a hacerse cargo de un padre Jesús (Tomás Vidiella), que no soporta, con el agravante que el viejo está perdiendo la memoria, convirtiéndose en un niño alejado de aquel hombre fuerte que alguna vez fue, y obsesionado con que su mujer sigue viva, perdida en un hospital de la costa. Alfonso se adentrará en la aventura de encontrar a una madre que ya no está entre los vivos, pero que sigue presente en el corazón de su padre.

## Reparto
- Jaime McManus es Alfonso, el hijo
- Tomás Vidiella es Jesús, el padre
- María Izquierdo es Ester, la mamá
- Luz Jiménez es Julieta, la tía
- Marcial Tagle es Ricardo
- Romina Mena es Antonia
- Tamara Tello es Claudia
- Mireya Sotoconil es Rosa
- Rodrigo Correa es el doctor Correa
- Agustín Ibáñez es Diego

## Recepción
La película debutó el 24 de marzo de 2017 en el Festival de Cine de Málaga, donde generó un especial interés en la prensa y críticos presentes. Obtuvo el Primer Premio en la décima versión del Festival Internacional de Cine de Mar del Plata, como Mejor película pargometraje, en Punta del Este, Uruguay.

## Premios
| Año  | Premio                                           | Categoría                     | Resultado |
| ---- | ------------------------------------------------ | ----------------------------- | --------- |
| 2017 | Festival de Cine de Málaga                       | Mejor película iberoamericana | Nominada  |
| 2017 | Festival de Cine Latino de Trieste               | Mejor película                | Ganadora  |
| 2017 | Festival de Cine Latino de Trieste               | Mejor música                  | Ganadora  |
| 2017 | Festival Internacional de Cine de Mar del Plata  | Mejor película largometraje   | Ganadora  |
| 2017 | Santiago Festival Internacional de Cine (Sanfic) | Mejor actor                   | Ganador   |
| 2017 | Festival de Cine de Rancagua                     | Mejor película largometraje   | Ganadora  |